# Catelet (tổng)
Tổng Catelet là một tổng ở tỉnh Aisne trong vùng Hauts-de-France.

## Địa lý
Tổng này được tổ chức xung quanh Catelet thuộc quận Saint-Quentin. Độ cao thay đổi từ 83 m (Vendhuile) đến 155 m (Levergies) với độ cao trung bình 130 m.

## Hành chính
| Giai đoạn | Ủy viên         | Đảng | Tư cách |
| --------- | --------------- | ---- | ------- |
| 2008-2014 | Raymond Froment | PCF  |         |
| 2001-2008 | Raymond Froment | PCF  |         |

## Các đơn vị cấp dưới
Tổng này gồm 18 xã với dân số là 8 530 người (điều tra năm 1999, dân số không tính trùng)
| Xã                  | Dân số | Mã bưu chính | Mã insee |
| ------------------- | ------ | ------------ | -------- |
| Aubencheul-aux-Bois | 272    | 2420         | 02030    |
| Beaurevoir          | 1 498  | 2110         | 02057    |
| Bellenglise         | 410    | 2420         | 02063    |
| Bellicourt          | 680    | 2420         | 02065    |
| Bony                | 124    | 2420         | 02100    |
| Le Catelet          | 218    | 2420         | 02143    |
| Estrées             | 446    | 2420         | 02291    |
| Gouy                | 649    | 2420         | 02352    |
| Hargicourt          | 559    | 2420         | 02370    |
| Lehaucourt          | 832    | 2420         | 02374    |
| Joncourt            | 332    | 2420         | 02392    |
| Lempire             | 107    | 2420         | 02417    |
| Levergies           | 577    | 2420         | 02426    |
| Magny-la-Fosse      | 141    | 2420         | 02451    |
| Nauroy              | 681    | 2420         | 02539    |
| Sequehart           | 217    | 2420         | 02708    |
| Vendhuile           | 476    | 2420         | 02776    |
| Villeret            | 311    | 2420         | 02808    |

## Biến động dân số
| 1962                                                     | 1968  | 1975  | 1982  | 1990  | 1999  |
| -------------------------------------------------------- | ----- | ----- | ----- | ----- | ----- |
| 7 384                                                    | 8 097 | 8 318 | 8 389 | 8 458 | 8 530 |
| Nombre retenu à partir de 1962 : dân số không tính trùng |       |       |       |       |       |